# Seth Numrich
Seth Numrich (Minneapolis, 19 gennaio 1987) è un attore statunitense.

## Biografia
Laureato alla Juilliard School, di formazione prettamente teatrale dà inizio alla sua carriera con numerose opere come Il mercante di Venezia, Golden Boy e War Horse nei più grandi teatri di Broadway. A Londra recita a fianco di Kim Cattrall nell'opera di Tennessee Williams La dolce ala della giovinezza. Al cinema partecipa in una parodia di Romeo e Giulietta chiamata Private Romeo. Per la TV, partecipa a serie come The Good Wife e soprattutto Turn: Washington's Spies, nel ruolo di Benjamin Tallmadge, che gli dà notorietà.

## Filmografia parziale

### Cinema
- How to Kill a Mockingbird (2002)
- Private Romeo (2011)
- Imperium (2016)

### Televisione
- Gravity - serie TV (2010)
- The Good Wife - serie TV (2012)
- Turn: Washington's Spies – serie TV, 40 episodi (2014-2017)
- Homeland - Caccia alla spia - serie TV (2017)
- In nome del cielo - miniserie TV (2022)